# Chorizococcus penultimatus
Chorizococcus penultimatus är en insektsart som beskrevs av Mckenzie 1967. Chorizococcus penultimatus ingår i släktet Chorizococcus och familjen ullsköldlöss. Inga underarter finns listade i Catalogue of Life.